# Jerzy Langer (polityk)
Jerzy Maciej Langer (ur. 16 lutego 1948 w Szczawnie-Zdroju) – polski polityk, działacz związkowy i społeczny, opozycjonista w okresie PRL.

## Życiorys
Syn Henryka i Janiny. Pochodzi ze Szczawna-Zdroju, w 1961 zamieszkał w Wałbrzychu. W 1965 ukończył Zasadniczą Szkołę Budowlaną w Cieplicach Śląskich-Zdroju, w 1975 został mistrzem betoniarzem. Od 1965 pracował jako betoniarz i robotnik wysokościowy w Jeleniogórskim Przedsiębiorstwie Budownictwa Mieszkaniowego, oddziale Telekomunikacji Polskiej w Wałbrzychu, Wytwórni Elementów Prefabrykowanych Wałbrzyskiego Przedsiębiorstwa Budowlanego oraz Zakładzie Usług Wysokościowych Przedsiębiorstwa Remontowo-Budowlanego przy Klubie Sportowym Górnik w Wałbrzychu.
W sierpniu 1980 brał udział w strajku w miejscu pracy, następnie przystąpił do Komitetu Zakładowego NSZZ „Solidarność”. Uczestniczył w akcjach pomocy dla osób internowanych i uwięzionych w stanie wojennym. Od 1982 do 1988 należał do Tajnej Komisji Międzyzakładowej „S” i do Tymczasowej Komisji Oddziału „S” Województwa Wałbrzyskiego. Również od 1982 działał jako drukarz podziemnej prasy, zajmował się organizacją i koordynacją lokalnej sieci kolportażu, organizował również manifestacje w Wałbrzychu. W grudniu 1983 został zatrzymany i następnie aresztowany, przetrzymywano go w Wałbrzychu i areszcie śledczym w Świdnicy. Zwolniono go w lipcu 1984 na mocy amnestii. Ponownie aresztowany we wrześniu 1985, w lutym 1986 skazany na 6 miesięcy więzienia przez Sąd Rejonowy w Wałbrzychu.
Od połowy lat 80. zaangażowany w ruch katolicki, współorganizował m.in. pielgrzymki do Krzeszowa i na Jasną Górę, wydarzenia kulturalnych Duszpasterstwa Ludzi Pracy przy parafii św. Józefa Robotnika w Wałbrzychu, a także Tygodnie Kultury Chrześcijańskiej. Był słuchaczem Archidiecezjalnego Studium Chrześcijańsko-Społecznego w kościele św. Elżbiety we Wrocławiu. Od 1987 działał w Komisji Interwencji i Praworządności „Solidarności”, został członkiem Regionalnej Komisji Wykonawczej Regionu Dolny Śląsk (od 1988 do 1989 wiceprzewodniczący). Był inwigilowany przez Wojewódzki Urząd Spraw Wewnętrznych w Wałbrzychu.
Od 1989 działał w Wałbrzyskim Komitecie Obywatelskim, po 1989 pozostał aktywnym działaczem „Solidarności” szczebla krajowego. W latach 1990–1995 członek prezydium Zarządu Regionu Dolny Śląsk, był delegatem na zjazdy wojewódzkie i krajowe. Został członkiem Komisji Krajowej „Solidarności” (1990–2014), w tym od do 1998 do 2014 jako wiceprzewodniczący; kierował też Krajową Komisją Wyborczą. Z ramienia tego związku w latach 1992–2015 zasiadał w Radzie Ochrony Pracy, w tym jako wiceprzewodniczący. Został wiceprezesem Fundacji Centrum Solidarności w Gdańsku oraz założycielem Stowarzyszenia Instytut Jana Pawła II w Wałbrzychu.
Zaangażował się w działalność partyjną. W wyborach parlamentarnych w 1993 otwierał wałbrzyską listę okręgową Komitetu Wyborczego NSZZ „Solidarność”. Później związał się z Prawem i Sprawiedliwością (formalnie wstąpił do partii w 2016), w 2015 kandydował do Senatu w okręgu nr 4 (zajął drugie miejsce na siedmiu kandydatów). Kandydował do rady miejskiej Wałbrzycha w 2014, mandat uzyskał w 2017. W 2018 wybrany ponownie, objął funkcję przewodniczącego klubu radnych PiS. W 2024 nie uzyskał reelekcji.

## Odznaczenia
W 2009 odznaczony Krzyżem Oficerskim Orderu Odrodzenia Polski, a w 2022 Krzyżem Wolności i Solidarności.